# Danny Nucci
Danny Nucci (* 15. září 1968, Klagenfurt am Wörthersee, Rakousko) je americký herec.

## Počátky
Narodil se v rakouském Klagenfurtu marocké matce a italskému otci a následně až do svých sedmi let vyrůstal v Itálii. Má dvě sestry, Natalie a Elle. Natalie se také věnuje herectví. Po stěhování do USA žil nejprve v New Yorku a v Kalifornii.

## Kariéra
Před kamerou se poprvé objevil v roce 1984, a to konkrétně v seriálu Pryor´s Place. Známější se stal především díky seriálu Síla rodu, ve kterém se představil v 16 epizodách. Důležitější role obsadil také v seriálech Čmuchálkové nebo 10-8: Officers on Duty.
Objevil se také v několika velkofilmech, z nichž nejzapamatovatelnější role je Fabrizio, kamarád Leonarda DiCapria ve snímku Titanic. Zahrál si také ve filmu Skála se Seanem Connerym a Nicolasem Cagem. Znát jej také můžeme z filmů Krvavý příliv nebo World Trade Center, a také z jedné epizody seriálu Dr. House.

## Ocenění
Čtyřikrát byl nominován na Young Artist Award. V roce 1986 za seriál Hotel, v roce 1987 za televizní film Drogy z Times Square, v roce 1988 za seriál CBS Schoolbreak Special a v roce 1989 za seriál Síla rodu. Ani jednou však nebyl úspěšný, stejně jako v roce 1998 nebyl s hereckým obsazením filmu Titanic úspěšný při nominaci na SAG Award.

## Osobní život
Je ženatý s herečkou Paulou Marshall, se kterou má dvě děti.

## Filmografie

### Film
| Rok  | Název                       | Role                     | Poznámky             |
| ---- | --------------------------- | ------------------------ | -------------------- |
| 1985 | Badatelé                    | zlobivé dítě ve škole    |                      |
| 1985 | American Drive-In           | Tommy                    |                      |
| 1986 | Bojová akademie             | Jai                      |                      |
| 1990 | Kniha lásky                 | Spider Bomboni           |                      |
| 1992 | Zachraň mě                  | Todd                     |                      |
| 1993 | Přežít                      | Hugo Díaz                |                      |
| 1993 | Roosters                    | Hector Morales           |                      |
| 1995 | Homage                      | Gilbert Tellez           |                      |
| 1995 | Krvavý příliv               | strážník Danny Rivetti   |                      |
| 1995 | In the Flesh                | Rico Sanchez             |                      |
| 1996 | Skála                       | poručík Shepard          |                      |
| 1996 | Likvidátor                  | plukovník Monroe         |                      |
| 1996 | The Big Squeeze             | Jesse Torrejo            |                      |
| 1997 | Dráždivé intriky            | bratranec Matt           |                      |
| 1997 | Stará láska nerezaví        | Joey Donna               |                      |
| 1997 | Titanic                     | Fabrizio                 |                      |
| 1998 | Sugar: The Fall of the West |                          |                      |
| 1998 | The Unknown Cyclist         | Gaetano Amador           |                      |
| 1998 | Podnájem                    | Stuart Dempsey           |                      |
| 1999 | Rančeři                     | P. D. Mijants            |                      |
| 1999 | Milenci na horách           | David 'Dave'             |                      |
| 1999 | Tuesday's Letters           |                          |                      |
| 2000 | Shark in a Bottle           | Guy Normal               |                      |
| 2002 | Do It for Uncle Manny       | Oscar                    |                      |
| 2003 | Bratranci z Ameriky         | Gino                     |                      |
| 2004 | Poslední sázka              | Benny                    | neuveden v titulcích |
| 2005 | Zlom vaz                    | EJ Inglewood             |                      |
| 2006 | Návrat domů                 | Paul Reeds               |                      |
| 2006 | World Trade Center          | strážník Giraldi         |                      |
| 2007 | Totally Baked               | Arturo Goldman           |                      |
| 2007 | Plácek 3                    | Benny Rodriguez          |                      |
| 2010 | Sinatra Club                | John Gotti               |                      |
| 2011 | Escapee                     | profesor Jeremy Davis    |                      |
| 2014 | Wishin' and Hopin'          | Pa                       |                      |
| 2015 | Pizza with Bullets          | Freddie 'The Cat' Pagano |                      |

### Televize
| Rok       | Název                                            | Role                         | Poznámky                                    |
| --------- | ------------------------------------------------ | ---------------------------- | ------------------------------------------- |
| 1984      | Pryor's Place                                    | Freddy                       |                                             |
| 1985      | Hotel                                            | Evan                         | díl: „Wins and Losses“                      |
| 1985      | Rodinná pouta                                    | Rick                         | díl: „Designated Hitter“                    |
| 1985      | Mr. Belvedere                                    | Boy                          | díl: „Pinball“                              |
| 1985      | Pásmo soumraku                                   | Buddy                        | díl: „The Leprechaun-Artist/Dead Run“       |
| 1986      | Drogy z Times Square                             | Luis Sotavento               | TV film                                     |
| 1986      | Braterstvo spravedlivých                         | Willie                       | TV film                                     |
| 1986      | Our House                                        |                              | díl: „Choices“                              |
| 1986      | Growing Pains                                    | Scooter Krassner             | díl: „Employee of the Month“                |
| 1987      | CBS Schoolbreak Special                          | Scott Fischer                | díl: „An Enemy Among Us“                    |
| 1988      | Magnum                                           | Budge                        | díl: „The Great Hawaiian Adventure Company“ |
| 1988      | Home Free                                        | Dennis Ferrand               | TV film                                     |
| 1988–1989 | Síla rodu                                        | Gabriel Ortega               | 16 dílů                                     |
| 1989      | A Brand New Life                                 | Dominick – DJ                | díl: „Private School“                       |
| 1989      | A Peaceable Kingdom                              | Eddie Morano                 | díl: „Symphony“                             |
| 1990      | Četa v akci                                      | Pvt. Wozniak                 | díl: „Acceptable Losses“                    |
| 1990      | Equal Justice                                    | Ramon Escobar                | díl: „Goodbye, Judge Green“                 |
| 1990      | Quantum Leap                                     | Tony Pronti                  | díl: „Leap of Faith“                        |
| 1990      | Ferris Bueller                                   | Greg Knecht                  | díl: „Baby You Can't Drive My Car“          |
| 1991      | Out of This World                                | Moose                        | díl: „Heck's Angels“                        |
| 1992      | Kvítko                                           | Lou                          | díl: „Three O'Clock and All Is Hell“        |
| 1992      | Snílek                                           | dovozce pizzy                | díl: „Red All Over“                         |
| 1993      | Konečná spravedlnost                             | Vince Grella                 | TV film                                     |
| 1993      | For the Love of My Child: The Anissa Ayala Story | Airon Ayala                  | TV film                                     |
| 1994      | Ray Alexander: Chuť na spravedlnost              | Paul Garcia                  | TV film                                     |
| 1994      | Slepá spravedlnost                               | Roberto                      | TV film                                     |
| 1999–2000 | Čmuchalové                                       | Emmanuel 'Manny' Lott        | 13 dílů                                     |
| 2001      | Some of My Best Friends                          | Frankie Zito                 | 8 dílů                                      |
| 2002      | Žhářka 2                                         | Vincent Sforza               | TV film                                     |
| 2002      | Father Lefty                                     | otec Robert 'Lefty' Lefrack  | TV film                                     |
| 2002–2003 | Třeba mě sežer                                   | Pete                         | 2 díly                                      |
| 2003–2004 | 10-8: Officers on Duty                           | Rico Amonte                  | 15 dílů                                     |
| 2003      | Mafia Doctor                                     | Frank                        | TV film                                     |
| 2004      | Joey                                             | Ron                          | díl: „Joey a dívka snů, část druhá“         |
| 2005      | Dr. House                                        | Bill Arnello                 | díl: „Zákon mafie“                          |
| 2008      | Beze stopy                                       | Scott Lucas                  | díl: „Být 4G“                               |
| 2008      | Mentalista                                       | Ben Machado                  | díl: „Rudá záře“                            |
| 2008      | Myšlenky zločince                                | Burke Manning                | díl: „Vlastně normální“                     |
| 2008      | Krvavé vykoupení                                 | Perry Walters                | TV film                                     |
| 2009–2014 | Castle na zabití                                 | Gilbert Mazzara / Lance      | 3 díly                                      |
| 2010      | Kriminálka New York                              | policista Nicholas Henderson | díl: „Na dovolenou“                         |
| 2011      | Kriminálka Las Vegas                             | detektiv Daniel Sosa         | díl: „Polibek na Cello“                     |
| 2011      | Námořní vyšetřovací služba L.A.                  | CIA agent Figg               | díl: „Oběť“                                 |
| 2012      | Kriminálka Miami                                 | Will Kingsley                | díl: „Smrt jednoho poctivce“                |
| 2012      | The Booth at the End                             | Henry                        | 5 dílů                                      |
| 2012      | Námořní vyšetřovací služba                       | Gordon Fremont               | díl: „Ďábelská trojka“                      |
| 2013      | Arrow                                            | šéf hasičského sboru Raynes  | díl: „Spálený“                              |
| 2013–2018 | The Fosters                                      | Mike Foster                  | hlavní role, 87 dílů                        |
| 2018      | Zelenáč                                          | detektiv Sanford Motta       | 2 díly                                      |
| 2019      | Záchranáři L. A.                                 | detektiv Romero              | 2 díly                                      |